# Michael Zegen
Michael Zegen est un acteur américain né le 20 février 1979 à Ridgewood (New Jersey).

## Biographie
Michael Zegen est né le 20 février 1979 à Ridgewood (New Jersey).
Sa mère, Rachelle est née dans un camp de réfugiés en Autriche, elle est enseignante et son père avocat. Il a deux frères, Josh et Marc Zegen.
Ses grands-parents sont des survivants de l'Holocauste et viennent de Pologne et Ukraine.

## Filmographie

### Cinéma

#### Longs métrages
- 2005 : Bittersweet Place d'Alexandra Brodsky : Todd
- 2007 : The Girl Next Door de Gregory M. Wilson : Eddie
- 2008 : Assassinat d'un président (Assassination of a High School President) de Brett Simon : Steven Lohman
- 2009 : The Box de Richard Kelly : Garcin
- 2009 : Hôtel Woodstock (Taking Woodstock) d'Ang Lee : Un jeune homme
- 2009 : Adventureland : Un job d'été à éviter (Adventureland) de Greg Mottola : Eric
- 2012 : Ex-Girlfriends d'Alexander Poe : Le blogueur
- 2013 : Frances Ha de Noah Baumbach : Benji
- 2015 : Brooklyn de John Carney : Maurizio
- 2017 : Becks : Pete
- 2018 : Tyrel de Sebastián Silva : Eli
- 2018 : The Seagull de Michael Mayer : Medvedenko
- 2020 : Le Beau Rôle (The Stand-In) de Jamie Babbit : Steve
- 2024 : Notice to Quit de Simon Hacker : Andy Singer

#### Court métrage
- 2001 : The Pizza Boy : Charlie

### Télévision

#### Séries télévisées
- 2004 : Les Soprano (The Sopranos) : Un homme
- 2004 - 2011 : Rescue Me : Les Héros du 11 septembre (Rescue Me) : Damien Keefe
- 2006 : Love Monkey : Luther
- 2009 : Mercy Hospital (Mercy) : Jason Keener
- 2011 : How to Make It in America : Andy Sussman
- 2011 - 2014 : Boardwalk Empire : Bugsy Siegel
- 2012 : The Walking Dead : Randall Culver
- 2014 : Girls : Joe
- 2015 : The Good Wife : Justin Partridge
- 2015 : Happyish : Atomic Goldfarb
- 2016 : BrainDead : Ben Valderrama
- 2017 - 2023 : La Fabuleuse Madame Maisel (The Marvelous Mrs Maisel) : Joel Maisel
- 2021 : The Movie Show : Robert Wolfman (voix)
- 2024 : The Penguin : Alberto Falcone